# Королькова, Луиза Анатольевна
Луи́за Анато́льевна (по другим данным — Ива́новна) Королько́ва (род. 27 декабря 1938, Пермь — 26 января 2010, Лениногорск) — советская шахматистка, кандидат в мастера спорта.

## Биография
Техник-геолог.
Преподаватель шахматного отделения ДЮСШ Лениногорска.
Добилась значительных успехов в игре по переписке.
Победительница 5-го женского чемпионата СССР (1976—1978 гг.; разделила 1—2 места с В. М. Борисенко и обошла её по дополнительным показателям).
В составе сборной РСФСР победительница 6-го командного чемпионата СССР (1978—1981 гг.; на женской доске разделила 1—2 места с Л. С. Белавенец), серебряный призёр 7-го командного чемпионата СССР (1982—1984 гг.; на женской доске разделила 1—2 места с Н. Саркисовой).

## Основные спортивные результаты
| Год       | Соревнование                                                          | + | − | = | Результат | Место                           |
| --------- | --------------------------------------------------------------------- | - | - | - | --------- | ------------------------------- |
| 1976—1978 | 5-й женский чемпионат СССР по переписке                               |   |   |   | 15 из 18  | 1—2                             |
| 1978—1980 | 6-й женский чемпионат СССР по переписке                               |   |   |   | 12 из 18  | 5                               |
| 1978—1981 | 6-й командный чемпионат СССР по переписке (сборная РСФСР, 11-я доска) |   |   |   | 13 из 16  | Команда — чемпион; 1—2 на доске |
| 1982—1984 | 7-й командный чемпионат СССР по переписке (сборная РСФСР, 11-я доска) |   |   |   | 12 из 16  | Команда — 2-я; 1—2 на доске     |